# Championnat du Chili de football 1963
Navigation
Saison précédente Saison suivante
La saison 1963 du Championnat du Chili de football est la trente-et-unième édition du championnat de première division au Chili. Les dix-huit meilleures équipes du pays sont regroupées au sein d'une poule unique, où elles s'affrontent deux fois, à domicile et à l'extérieur; à la fin de la compétition, le dernier du classement est relégué et remplacé par le champion de Segunda Division, la deuxième division chilienne.
C'est le club de Colo Colo qui remporte la compétition, après avoir terminé en tête du classement final, avec un seul point d'avance sur le tenant du titre, le CF Universidad de Chile et dix sur Deportes La Serena. C'est le neuvième titre de champion du Chili de l'histoire du club.

## Les clubs participants
| - CD Coquimbo Unido - Promu de Segunda Division - Colo Colo - Ferrobádminton - CF Universidad de Chile - Unión Española - Santiago Wanderers - CSD Rangers - Deportes Magallanes - Union San Felipe | - Club Deportivo O'Higgins - CD Santiago Morning - Audax Italiano - CD Universidad Católica - Club Deportivo San Luis - CD Everton de Viña del Mar - Club Deportivo Palestino - Deportes Unión La Calera - Deportes La Serena |

## Compétition
Le barème utilisé pour établir le classement est le suivant :
- Victoire : 2 points
- Match nul : 1 point
- Défaite : 0 point

### Classement
| Rang | Équipe                     | Pts | J  | G  | N  | P  | Bp  | Bc | Diff |
| ---- | -------------------------- | --- | -- | -- | -- | -- | --- | -- | ---- |
| 1    | Colo Colo                  | 53  | 34 | 24 | 5  | 5  | 103 | 46 | +57  |
| 2    | CF Universidad de Chile T  | 52  | 34 | 23 | 6  | 5  | 78  | 42 | +36  |
| 3    | Deportes La Serena         | 43  | 34 | 18 | 7  | 9  | 64  | 54 | +10  |
| 4    | CSD Rangers                | 41  | 34 | 16 | 9  | 9  | 69  | 39 | +30  |
| 5    | CD Universidad Católica    | 41  | 34 | 15 | 11 | 8  | 66  | 52 | +14  |
| 6    | CD Everton de Viña del Mar | 38  | 34 | 17 | 4  | 13 | 57  | 59 | -2   |
| 7    | Santiago Wanderers         | 34  | 34 | 11 | 12 | 11 | 54  | 46 | +8   |
| 8    | Unión San Felipe           | 34  | 34 | 11 | 12 | 11 | 68  | 72 | -4   |
| 9    | Deportes Magallanes        | 32  | 34 | 12 | 8  | 14 | 53  | 58 | -5   |
| 10   | Ferrobádminton             | 31  | 34 | 11 | 9  | 14 | 45  | 53 | -8   |
| 11   | Unión Española             | 29  | 34 | 12 | 5  | 17 | 68  | 68 | 0    |
| 12   | Club Deportivo San Luis    | 29  | 34 | 11 | 7  | 16 | 40  | 62 | -22  |
| 13   | CD Coquimbo Unido P        | 28  | 34 | 9  | 10 | 15 | 47  | 60 | -13  |
| 14   | Unión La Calera            | 27  | 34 | 10 | 7  | 17 | 50  | 75 | -25  |
| 15   | Audax Italiano             | 26  | 34 | 8  | 10 | 16 | 44  | 62 | -18  |
| 16   | CD Santiago Morning        | 25  | 34 | 9  | 7  | 18 | 44  | 62 | -18  |
| 17   | Club Deportivo Palestino   | 25  | 34 | 9  | 7  | 18 | 48  | 71 | -23  |
| 18   | Club Deportivo O'Higgins   | 24  | 34 | 10 | 4  | 20 | 41  | 58 | -17  |

|  | Qualification pour la Copa Libertadores 1964      |
|  | Relégation directe en Segunda Division            |
|  | T : Tenant du titre P : Promu de Segunda Division |

## Bilan de la saison
| Championnat du Chili de football 1963 |                          |
| Champion                              | Colo Colo (9e titre)     |
| Qualifications continentales          |                          |
| Copa Libertadores 1964                | Colo Colo                |
| Promotions et relégations             |                          |
| Promus en Primera División            | CD Green Cross           |
| Relégués en Segunda División          | Club Deportivo O'Higgins |